# Jorge Arcas
 Jorge Arcas Pena (Sabiñánigo, 8 de julio de 1992) es un ciclista profesional español que compite con el equipo español Movistar. Dio el salto a la máxima categoría en 2016 después de competir cinco temporadas en el equipo amateur Lizarte. Consiguió varias victorias importantes en el campo amateur como la segunda etapa de la Vuelta a Navarra de 2015.

## Palmarés
Aún no ha conseguido ninguna victoria como profesional.

## Resultados en Grandes Vueltas
Durante su carrera deportiva ha conseguido los siguientes puestos en las Grandes Vueltas:
| Carrera | Carrera         | 2016 | 2017 | 2018 | 2019 | 2020 | 2021 | 2022 | 2023 | 2024  |
| ------- | --------------- | ---- | ---- | ---- | ---- | ---- | ---- | ---- | ---- | ----- |
|         | Giro de Italia  | —    | —    | —    | —    | —    | —    | 60.º | —    | —     |
|         | Tour de Francia | —    | —    | —    | —    | —    | 90.º | —    | —    | —     |
|         | Vuelta a España | —    | Ab.  | —    | 93.º | 77.º | —    | —    | 87.º | 112.º |

—: no participa

Ab.: abandono

## Equipos
- Movistar Team (2016-)